# 松島 (防護巡洋艦)
松島（まつしま）は、日清戦争及び日露戦争で活躍した日本海軍の防護巡洋艦である。1892年4月5日、竣工し第一種に編入。1898年3月21日、二等巡洋艦に類別された。
清国が保有していた戦艦「鎮遠」と「定遠」の2隻に対抗する軍艦として建造された、松島型（三景艦）のネームシップ。日清戦争時の連合艦隊旗艦である。同型艦は厳島、橋立。

## 概要
明治維新後の混乱の時期を過ぎると、世界的な帝国主義の波の中で、日本は国土防衛と海外進出のために朝鮮半島を生命線とする国家戦略を立てていた。これに対立するのが歴史的に朝鮮の宗主国をもって任じていた清国であり、次第に日清両国の衝突は避けられないものと認識されるようになった。
1885年に清国北洋艦隊が就役させた定遠、鎮遠の定遠級戦艦2隻は日本海軍にとって大きな脅威となった（基準排水量7,220t、主砲30.5cm連装砲を2基4門、舷側装甲最大厚305mm）。定遠級は日本海軍はもちろん、列強海軍が東アジアに配備していたどの大型艦をも凌駕する巨艦であった。
日本海軍は機関出力や装甲を切り詰めてでも、定遠級戦艦に対抗するため、より口径の大きい32cm(38口径)単装砲（カネー砲）を装備する設計にこだわり、建造されたのが松島型防護巡洋艦、いわゆる「三景艦」である。32cm単装砲は、松島は後部甲板、他2隻は前部甲板に据え付けられた。
当時の日本の港湾施設では4,000t台の艦艇が運用しうる上限の大きさであったこともあって、本艦は巡洋艦級の船体に比して大きすぎる32cm砲を搭載する艦艇となった。そのために32cm砲砲塔を首尾線方向から左右に旋回すれば砲身の重みで艦が傾斜して計算通りの仰角が取ることが出来ず、発射すれば反動で姿勢が変化し進路にまで影響を及ぼすという欠陥があった。32cm砲の操作は技術的に未熟な日本海軍にとって難しく、故障が頻発し戦力化するには時間を要した。
黄海海戦（1894年9月17日）では、発射した32cm砲弾は、松島が4発、厳島が5発、橋立が4発だが、戦果は大きくなかった。鹵獲した鎮遠の検分では、命中した32cm砲弾の直撃破孔が1つあったとされる。
同日15時30分、黄海海戦において左舷4番12cm砲郭に鎮遠の30.5cm砲弾が命中、装薬が誘爆して大破し、57名が戦死した。
日露戦争では、哨戒と掃海活動に従事した。
1908年（明治41年）4月30日、海軍兵学校第35期卒業生の少尉候補生による遠洋航海で寄港した澎湖諸島の馬公で、火薬庫爆発を起こして轟沈した。殉職者は、艦長と副長を含む乗員221名、少尉候補生33名、計254名に上った。死亡者には、大山巌の長男である大山高 少尉候補生、瓜生外吉の長男である瓜生武雄少尉、珍田捨巳の次男である珍田垂穂 少尉候補生もいた。慰霊碑が馬公、殉難者之碑が佐世保市内にある。この時、僚艦橋立に乗組んでいた永野修身大尉（当時）が真っ先に短艇を指揮して救援に向かったという話がある。
なお、日清戦争直前の1893年11月30日改正の「軍艦団隊定員表」によると、松島型の三景艦はいずれも、大佐（艦長）1名、少佐（副長）1名、大尉7名、少尉7名、機関少監（機関長）1名、大機関士3名、少機関士1名、大軍医2名、少軍医1名、大主計2名、少主計1名、上等兵曹3名、機関師4名、船匠師1名、1等下士20名、2等下士22名、3等下士15名、1等卒53名、2等卒96名、3等卒及び4等卒は合せて114名、以上、士官27名（内兵科16、機関科5、軍医科3、主計科3名。）、准士官8名、下士57名、卒263名、総計355名とされた。

## 艦歴

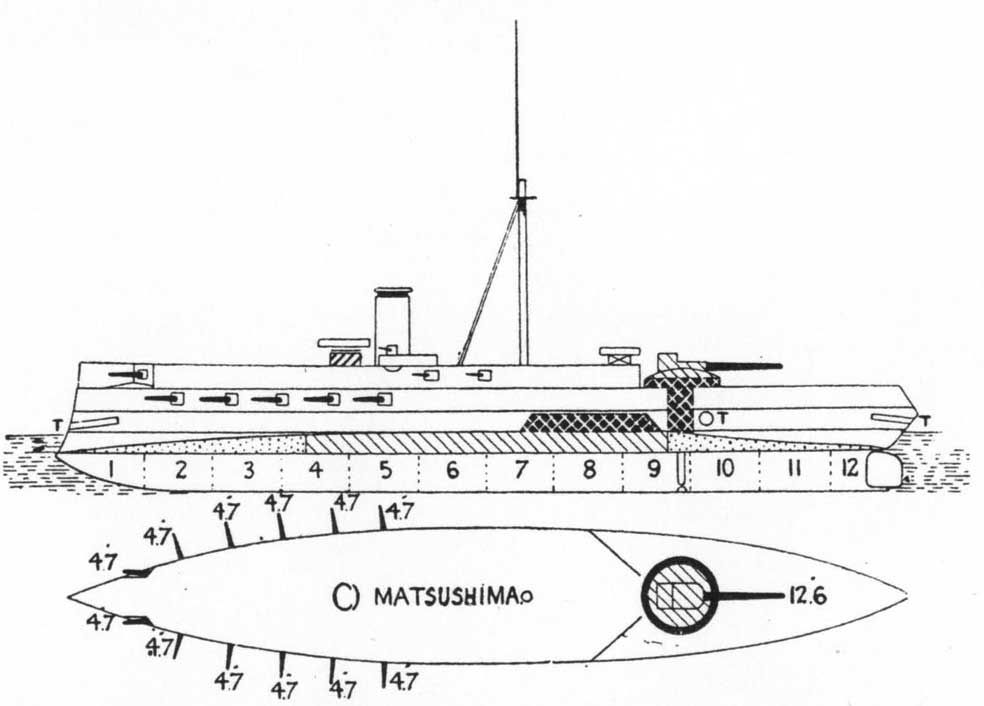

- 1887年 (明治20年) 6月6日にフランスで建造される第二海防艦を松島と命名 (但し命名式までは仮称) する事が令達された[注釈 3][12]。
- 明治21（1888）年2月17日 -フランスのフォルジュ・エ・シャンティエ・ド・ラ・メディララネ社で起工。海防艦に類別される。[13]
- 明治23（1890）年1月22日 - 進水。
- 明治25（1892）年4月5日 - 竣工後、日本へ回航。

10月19日 - 佐世保着。
- 明治27（1894）年8月1日 - 連合艦隊旗艦として日清戦争に参加。
- 9月17日 - 旗艦として 黄海海戦に参加。この戦いで松島は、副砲砲郭に清国戦艦鎮遠が発射した30.5cm砲弾が命中して大破、死傷者数100人を数えた。[15]
- 明治28（1895）年1月20日～2月12日 - 威海衛の戦い、清国降伏
- 明治30（1897）年10月29日伊予長浜沖で（扶桑 甲鉄艦)と衝突し扶桑が沈没[要出典]。
- 明治31（1898）年3月21日 - 二等巡洋艦に類別。

5月3日から9月15日 - 米西戦争に対応して邦人保護のため、マニラへ進出。
- 明治33（1900）年12月19日 - 明治34（1901年）2月2日 - 北清事変（義和団事件）に対応して芝罘（チーフー）へ進出。[16]
- 明治34（1901）年 - 明治35（1902）年 - この頃に缶を換装し、ベルヴィル水管缶を8基搭載。[16]
- 明治35（1902）年 - アメリカと南鳥島の領有を巡る争いが発生し、海軍陸戦隊を南鳥島へ輸送。[16]
- 明治36（1903）年2月15日 - 8月21日 - 海軍兵学校を卒業した少尉候補生を乗せ、遠洋航海。[14]
- 明治37（1904）年2月5日 - 第三艦隊第五戦隊に所属し日露戦争に参加。[17]
- 明治38（1905）年5月27日 - 日本海海戦に参加。戦後は、練習艦に類別される。[16]
- 明治39（1906）年 - 少尉候補生の遠洋航海を実施。[16]
- 明治41（1908）年4月30日 - 遠洋航海中に馬公（台湾）で停泊中の午前4時頃に火薬庫が突然爆発し、ほとんど瞬時に沈没した。爆発が後部寄りだったこともあり、殉難者は艦長、副長以下221名に及び、乗り組んでいた少尉候補生も57名中33名が殉難した。爆発の原因は不明である。[18]

7月31日 - 除籍。馬公市内の公園に記念碑として松島のスクリューと主砲砲身が展示され、長崎県佐世保市の佐世保東山海軍墓地に「軍艦松島殉難者之碑」が建立される。

## 逸話

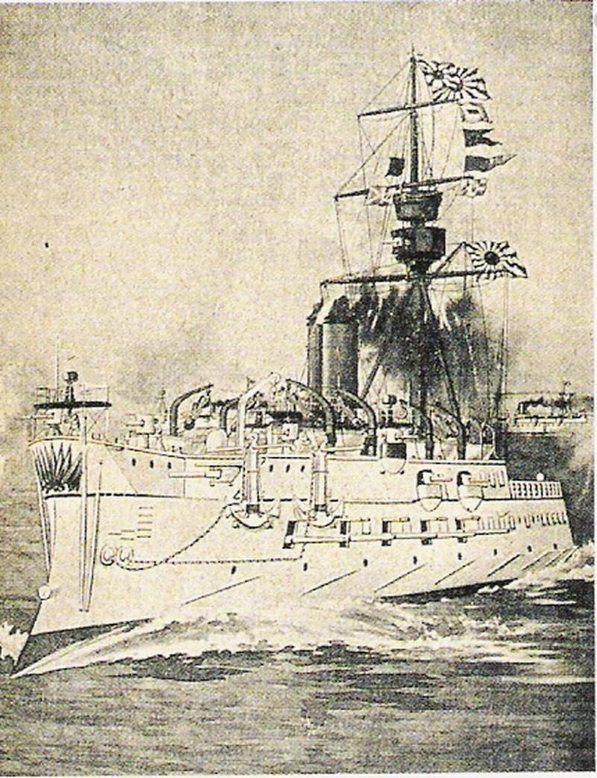
松島

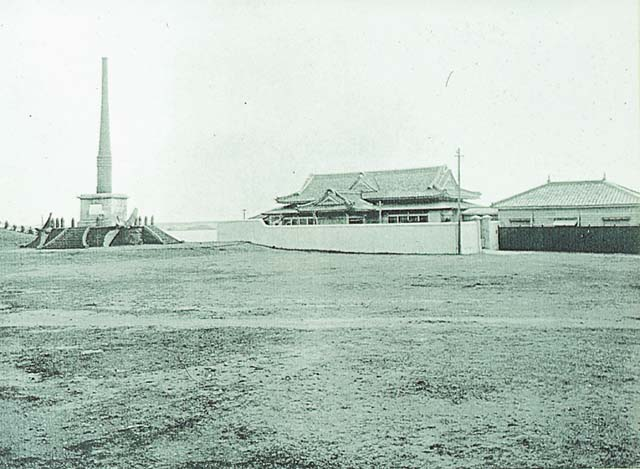
台湾澎湖県の馬公公園内にある松島艦遭難慰霊碑・祈念碑。引き揚げられた「松島」の主砲砲身とスクリューを使って制作されている

初代連合艦隊旗艦にふさわしく、松島にはいろいろなエピソードがある。
- 明治27年（1894年）黄海海戦では鎮遠の30.5cm主砲弾が直撃、装薬が引火爆発して瞬時に90名余の死傷者が出た。これは黄海海戦における日本側の犠牲者の約半数に当たる。燃えさかる艦上で瀕死の重傷を負いながらも「まだ定遠は沈みませんか」と上官に訊ねた三等水兵（三浦虎次郎）の話が、のちに軍歌「勇敢なる水兵」の元となる。
- 明治35年（1902年）米国人が南鳥島の領有を試み占領。「松島」は南鳥島に派遣され、海軍陸戦隊を上陸させてこれを牽制。後に英国の干渉と日米協議により日本領であることを確認させた。
- 明治41年（1908年）4月30日の澎湖諸島沖爆沈事故では、陸軍元帥で元老の大山巌公爵の長男・大山高候補生が殉職している[20]。日露戦争後の平時、しかも海軍兵学校卒業直後の悲劇だった。高は巌が再婚後40代になってから恵まれた待望の男子で、成長すると「陸軍では親の七光りと言われる」とあえて海軍を選んだ気骨ある青年だった。令息ご無念の報に接した巌の落胆ぶりは、端で見ていても気の毒になるほどだったという。
- 明治43年（1910年）鎌倉七里ヶ浜で逗子開成中学の大型手漕ぎボートが沈没、乗っていた生徒12名全員が溺死するという事故があった。このボートは「松島」の短艇（カッター）だったもので、その後台湾で引き揚げられて日本に運ばれたのち同校に寄贈されたものだった。この海難で命を落とした少年たちを悼んで「七里ケ浜の哀歌」（真白き富士の根）が作られている。

## 艦長
※『日本海軍史』第9巻・第10巻の「将官履歴」及び『官報』に基づく。
回航委員長
- 鮫島員規 大佐：1891年6月17日 - 1892年11月9日

艦長
- 鮫島員規 大佐：1891年8月28日 - 1893年5月20日
- 野村貞 大佐：1893年5月20日 - 1894年2月26日
- 尾本知道 大佐：1894年2月26日 - 1894年12月5日
- 有栖川宮威仁親王 大佐：1894年12月5日 - 1895年5月18日
- 日高壮之丞 大佐：1895年5月18日 - 7月25日
- 松永雄樹 大佐：1895年7月25日 - 9月28日
- 沢良煥 大佐：1895年12月27日 - 1897年12月27日
- 桜井規矩之左右 大佐：1897年12月27日 - 1898年3月1日
- 遠藤喜太郎 大佐：1898年3月1日 - 1899年2月1日
- 瓜生外吉 大佐：1899年2月1日 - 6月17日
- 武井久成 大佐：1899年6月17日 - 1900年2月13日
- 大井上久麿 大佐：1900年2月13日 - 12月6日
- 寺垣猪三 大佐：1900年12月6日 - 1901年2月4日
- 伊地知彦次郎 大佐：1902年6月11日 - 1903年9月26日
- 川島令次郎 大佐：1903年9月26日 - 1905年1月12日
- 奥宮衛 大佐：1905年1月12日 - 1906年10月12日
- 野間口兼雄 大佐：1906年10月12日 - 1907年9月28日
- 矢代由徳 大佐：1907年9月28日 - 1908年4月30日殉職